# Piermario Morosini
Piermario Morosini (5. července 1986 Bergamo – 14. dubna 2012 Pescara) byl italský fotbalista, který hrál na pozici fotbalového záložníka. Dne 14. dubna 2012 během zápasu mezi Pescarou a Livornem na hřišti prodělal srdeční zástavu, na níž zemřel. Byl členem Italské fotbalové reprezentace do 21 let.

## Hráčská kariéra
Nejdéle hrál za fotbalový klub Udinese Calcio. Hostoval v klubech Bologna FC 1909, Reggina 1914, Calcio Padova, L.R. Vicenza a US Livorno 1915. Přes tu dobu byl pouze na 2 roky ve Vicenze.

## Smrt a úcta
Dne 14. dubna 2012 v zápasu Serie B, během utkání Livorna a Pescary, prodělal ve 31. minutě srdeční zástavu. Zakopl a ve snaze vstát spadl na travnatou plochu. Dříve, než ztratil vědomí, mu byla poskytnuta lékařská pomoc, při níž bylo použito defibrilátoru. Poté ho na nosítkách přenesli do sanitky. Zápas byl po této události přerušen za stavu 2:0 ve prospěch Livorna.
Podle tiskové agentury ANSA téměř minutu blokoval výjezd sanitky automobil městské policie. Piermario Morosini byl převezen do nemocnice Santo Spirito, ale zprávy později naznačovaly, že zemřel ještě před příjezdem do nemocnice. Následně byly všechny víkendové zápasy italské fotbalové ligy pozastaveny. Členové týmu Livorno a Vicenza se rozhodli vyřadit Morosiniho číslo dresu 25 z výběru. 
Jeho smrt přišla čtyři týdny poté, co Fabrice Muamba utrpěl srdeční zástavu v zápase anglického FA Cupu, po níž se v italském fotbale zvýšilo povědomí o tomto srdečním riziku. Antonio Di Natale, hráč Udinese, prohlásil, že se finančně postará o Morosininu sestru, která je postižená. Několik dní po Morosiniho smrti byl na jeho počest Curva Sud Stadio Atleti Azzurri d'Italia, domácí stadion Atalanty, přejmenován na Curva Piermario Morosini. Při třetím výročí jeho smrti mu Gianluigi Buffon, brankář Juventusu, symbolicky věnoval vítězství svého týmu 1:0 venku nad AS Monakem ve čtvrtfinále Ligy mistrů UEFA 2014/15. Je po něm také pojmenována cena pro nejlepšího hráče Campionato Primavera.